# Cream Of J-POP 〜ウタイツグウタ〜
『Cream Of J-POP 〜ウタイツグウタ〜』（クリーム・オブ・ジェイポップ ウタイツグウタ）は、小室哲哉がDJTK名義で2007年7月4日に発売したリミックス・アルバム。

## 解説
- 当初サブタイトルは「～ドコデダレトウタイマシタカ？～」であった。
- 最初は5月23日リリースを予定していたが、版権上の都合で7月4日に延びた。
- 一部の楽曲ではKEIKO（KCO名義）がボーカルやコーラスを担当している。
- 「Self Control」、「Love Train」、「SEVEN DAYS WAR」、「BE TOGETHER」のリミックスも入れる予定だったが、容量上の都合で見送られた。しかし、「Self Control」のみ「SELF CONTROL (247 SPECIAL MIX)」として期間限定でアルバム購入者のみに配信された。
- mF247で当アルバムの収録曲をノンストップミックスした「Cream Of J-POP DJTK MEGAMIX」が配信されていた。

## 背景
2005年から「『DJ的なリミックス』『ヨーロッパのダンストラックメーカー』といった位置づけで、匿名性を持ったことをやりたい」という思いから告知無しでクラブDJの活動をしていたが、mF247の関係者からの誘いもあり、2006年の正月から、1ケ月に1度のペースでリミックス音源の配信を開始した。
その後丸山茂雄から「1980年代からのJ-POPの名曲をリミックスしてみないか?」と誘われ、原曲のボーカル素材が関係先から小室の元に届いていった。

## 音楽性
リミックスの方針は、小室の好むアグレッシブで過激な方向性を全編で押し出した。参考としてダレン・エマーソン、マウロ・ピコットの方法論を意識した。

## 収録曲
| 全編曲: DJTK。 |                                                                       |           |            |                          |      |
| #              | タイトル                                                              | 作詞      | 作曲・編曲 | オリジナル・アーティスト | 時間 |
| 1.             | 「JUMP (DJTK REMIX 2007)」                                            |           |            | 忌野清志郎               | 7:43 |
| 2.             | 「WANDERERS (247 DJTK MIX)」                                          |           |            | 松任谷由実               | 5:46 |
| 3.             | 「HAPPINESS×3 LONELINESS×3 by TM NETWORK (DJTK SUMMIT MIX)」          |           |            | TM NETWORK               | 8:42 |
| 4.             | 「GUTS DAZE!! (247 REMIX)」                                           |           |            | ウルフルズ               | 6:21 |
| 5.             | 「SOMEDAY (247 MAIN MIX)」                                            |           |            | 佐野元春                 | 6:09 |
| 6.             | 「MY REVOLUTION (DJTK UPDATED MIX)」                                  |           |            | 渡辺美里                 | 7:38 |
| 7.             | 「ANGELINA (247 FULL MIX)」                                           |           |            | 佐野元春                 | 7:12 |
| 8.             | 「I WANT YOU BACK (GET HIGH MIX)」                                    |           |            | 小室哲哉                 | 7:31 |
| 9.             | 「ITOSHISA TO SETSUNASA TO KOKOROZUYOSA TO (2007 UPDATED HOUSE MIX)」 |           |            | 篠原涼子 with t.komuro   | 5:58 |
| 10.            | 「ROCKET DIVE (DJTK RESPECT GLAM MIX for "SIR hide")」                |           |            | hide with Spread Beaver  | 4:43 |
| 合計時間:      | 合計時間:                                                             | 合計時間: | 67:43      |                          |      |

## 楽曲解説
1. JUMP (DJTK REMIX 2007)
原曲は、忌野清志郎が2004年に発表したシングル「JUMP」。
最初に忌野の関係者から、ボーカルの素材を借りた時は、ダンス系のトラックにはまるのか不安に思っていたが、やってみるとタイムストレッチなど一切目立った加工をしなくてもバックトラックに見事にはまり驚いた[2]。
2. WANDERERS (247 DJTK MIX)
原曲は、松任谷由実が1989年に発表したアルバム『LOVE WARS』に収録されている「WANDERERS」。
3. HAPPINESS×3 LONELINESS×3 by TM NETWORK (DJTK SUMMIT MIX)
原曲は、TM NETWORKが1999年に発表したシングル「Happiness×3 Loneliness×3」。
原曲のボーカル素材は使用せず、KEIKOがボーカルを担当している。
4. GUTS DAZE!! (247 REMIX)
原曲は、ウルフルズが1995年に発表したシングル「ガッツだぜ!!」。
mF247で配信していた「ガッツだぜ!! djtkmix」のアウトロを延長したバージョンとなっている。
5. SOMEDAY (247 MAIN MIX)
原曲は、佐野元春が1981年に発表したシングル「SOMEDAY」。
「アンジェリーナ」と共に「非常にポップでロックンロールのテイストの曲を、ドラムマシンと無機質なシンセの音で4つ打ちのダンス・ミュージックに、佐野さんのボーカルトラックを使ってリミックスしたらどうなるだろう」と思いながら制作した[1]。
小室は「SOMEDAY」のリミックスを複数制作しており、「Someday mF remix」「SOMEDAY 2006」としてmF247で配信していた。当アルバムでは後者のバージョンを収録している。
6. MY REVOLUTION (DJTK UPDATED MIX)
原曲は、渡辺美里が1986年に発表したシングル「My Revolution」。
7. ANGELINA (247 FULL MIX)
原曲は、佐野元春が1980年に発表したシングル「アンジェリーナ」。
本作ではBPMを上げて、実際に完成した音源を聞いた佐野は「このくらいのBPMもおもしろいね」と気に入った[1]。
mF247で配信していた「アンジェリーナ mF Prepromix」と同一のバージョンで収録している。
8. I WANT YOU BACK (GET HIGH MIX)
原曲は、小室が1989年に発表したアルバム『Digitalian is eating breakfast』に収録されている「I WANT YOU BACK」。
「Happiness×3 Loneliness×3」同様、原曲のボーカル素材は使用せず、KEIKOがボーカルを担当している。
mF247で配信していた「I WANT YOU BACK (mF247 remix)」とは異なるバージョンで収録している。
9. ITOSHISA TO SETSUNASA TO KOKOROZUYOSA TO (2007 UPDATED HOUSE MIX)
原曲は、篠原涼子 with t.komuroが1994年に発表したシングル「恋しさと せつなさと 心強さと」。
10. ROCKET DIVE (DJTK RESPECT GLAM MIX for "SIR hide")
原曲は、hide with Spread Beaverが1998年に発表したシングル「ROCKET DIVE」。